# Agostini (famiglia)
Gli Agostini Fantini Venerosi della Seta Gaetani Bocca Grassi sono una famiglia nobile, conti del Regno d'Italia, conti palatini del Granducato di Toscana, nobili patrizi della Repubblica Marinara di Pisa.

## Origine della famiglia

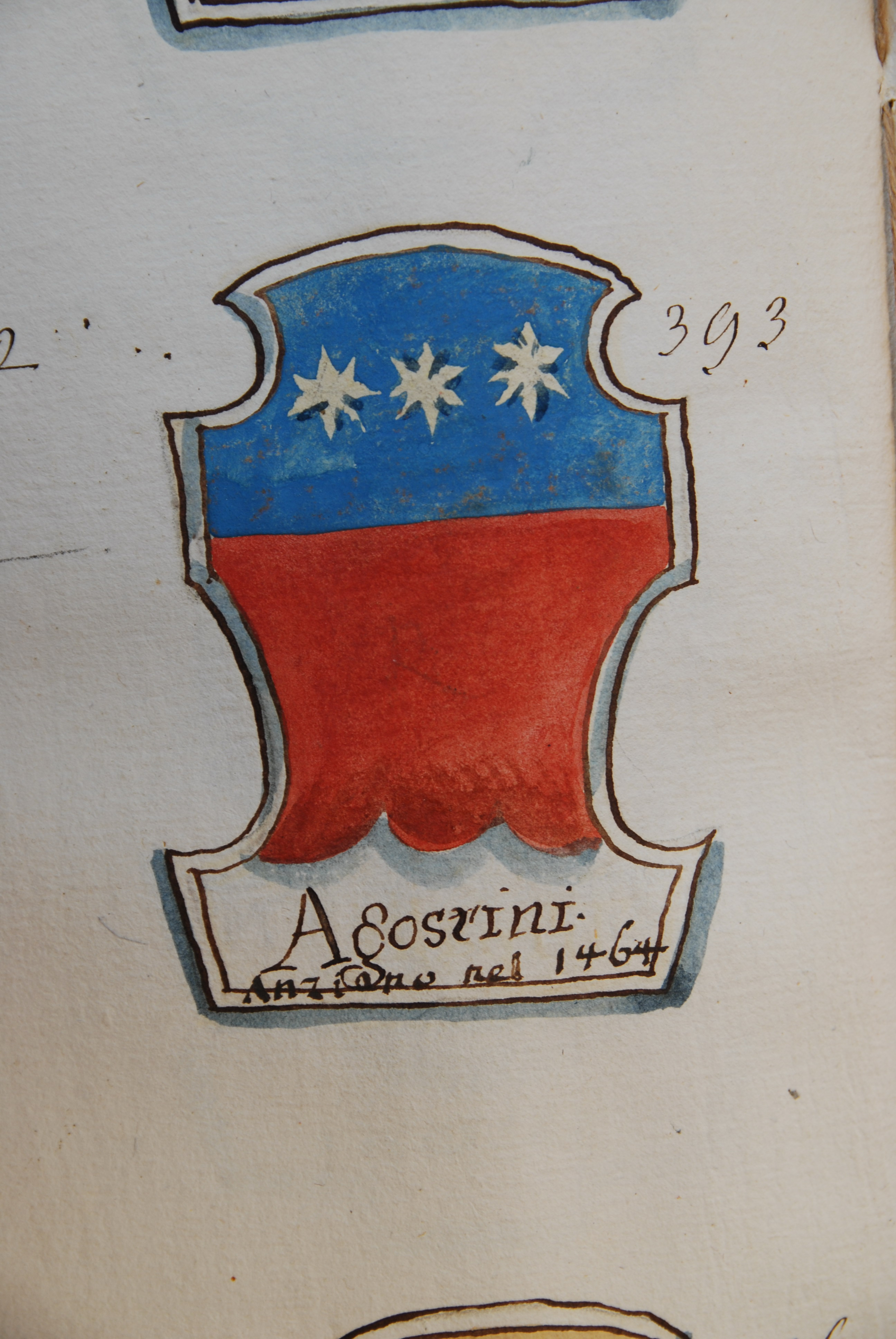
Blasone Agostini da Stemmario pisano del 1601

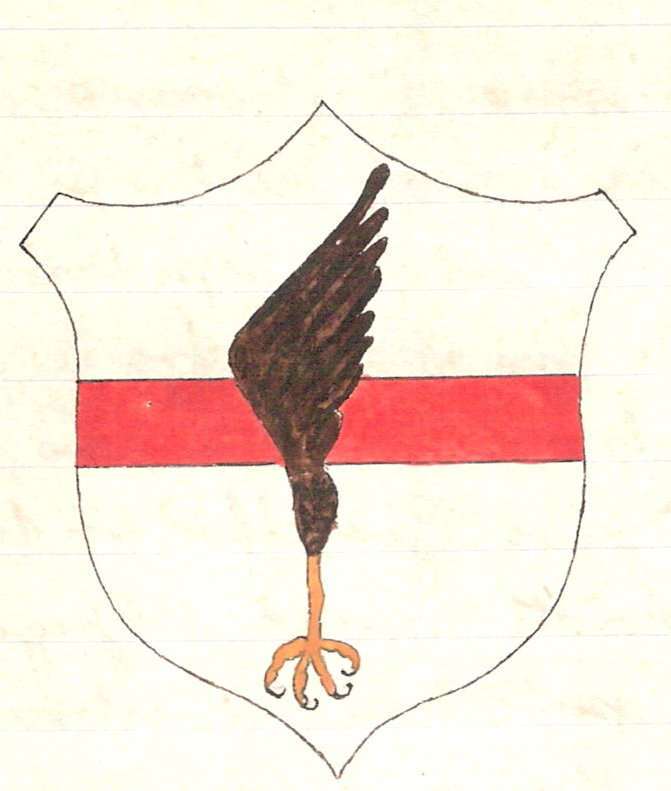
Blasone Agostini da Stemmario veneziano

Secondo la tradizione e le ricerche condotte dall'archivista Clemente Lupi nella seconda metà dell'Ottocento si ritiene che la famiglia, originaria della Gera d'Adda in Lombardia (Agosti o de Augustio di Osio Sotto), si fosse trasferita nella Repubblica di Venezia intorno alla fine del X secolo e successivamente nel Ducato di Pesaro, nel Ducato di Ferrara e nella Repubblica di Pisa.
Cappellari Vivaro nel suo "Campidoglio veneto" conservato nella Biblioteca nazionale Marciana sostiene che la famiglia discese dalla gens Agosta o Agosti, fu nobile in Bergamo e, cacciata dalla Gera d'Adda, venne ricevuta nel Maggior Consiglio della Repubblica di Venezia fin dal 1018.
Vincenzo Maria Coronelli, nel suo catalogo delle famiglie nobili venete, tramanda le iscrizioni e le memorie, conservate nella chiesa di San Pietro di Murano, delle due linee estinte del ramo veneziano.
Goro Stendardi, in un suo noto saggio sulle antiche famiglie patrizie pisane, afferma che "già nel XII secolo era presente in Pisa tra le maggiori partecipanti nel governo della città; ebbe validissimi combattenti ed armò galere per la lotta contro i pirati".
Varie fonti, tra le quali Filadelfo Mugnos ed Agostino Inveges, concordano nell'indicare il ramo di Pisa come ceppo originario delle famiglie D'Agostino ed Agustini, che si sarebbero trapiantate rispettivamente a Palermo e a Siena nella prima metà del XVI secolo dopo la seconda occupazione fiorentina di Pisa (1509). Il ramo siciliano si originò da Francesco, figlio di Paulus Antonii Nannis nato dalla relazione di Clarice, moglie di Paolo, con Pandolfo Petrucci di Siena. Di Paulus Antonii Nannis si perdono le tracce all'indomani dell'atto di divisione patrimoniale dai fratelli Marianus, Petrus ed Jacobus del 30 aprile 1528 (stile fiorentino) con il quale gli furono liquidati 1000 fiorini fiorentini d'oro. Il ramo senese ebbe origine da Marcello, figlio legittimo di ser Paulus Agustini o Austini [Fonte: Archivio Agostini, pergamena nr. 489, divisione dei beni tra Mariano, Pietro e Jacopo].
Una tradizione familiare vuole che gli Agostini, mercanti con banchi in varie città (Pisa, Palermo, Ancona, Venezia ed Anversa) della consorteria bergolina dei Lanfranchi, siano stati arruolati dalla Repubblica Veneta in soccorso a Pisa, giacché abili nell'uso delle “nuove” armi da fuoco. A conferma di tale ipotesi sappiamo che il castello di Vico Pisano, comandato da Petrus, fu effettivamente difeso da truppe venete e dalmate con moderne armi da fuoco tra il 1502 ed il 1503, tanto che la vittoria sui pisani fu immortalata dal Vasari nel soffitto del Salone dei Cinquecento in Palazzo Vecchio a Firenze con un furioso combattimento di artiglierie. Marianus fu invece comandante della Bastione del Parlascio e gonfaloniere cittadino; ebbe “pienezza di balia per stringere qualunque lega e per trasferire il dominio di Pisa in qualsivoglia Signoria anche non italiana, fuorché tra i Fiorentini o in chi potesse soggettarla ad essi” nella provvisione del 17 novembre 1499. È inoltre ricordato come oratore a Lucca nel 1495 per il deposito di 12.000 ducati a favore del duca d'Entragues per il rilascio ai pisani della Cittadella. Un altro racconto familiare ricorda che Marianus, Petrus e Paulus dopo la conquista fiorentina si rifugiarono nel castello di Colleoli, vicino a Palaia, ma Paulus e la moglie Clarice dovettero nuovamente fuggire dopo la strage di tutti i "famigli" ad opera dei fiorentini. La proprietà del castello di Colleoli fu alienata dal conte Alessandro di Alfredo Agostini nel 1921 mentre la famiglia possiede ancora il castello di Vecchiano, oggi conosciuto come l'eremo di "Santa Maria in Castello".
Nel corso dei secoli gli Agostini conclusero prestigiose alleanze matrimoniali con i più illustri casati cittadini e con famiglie dell'aristocrazia toscana. Il cognome Fantini fu aggiunto nel 1648 alla morte del nobile mercante Cosimo Fantini (probabile discendente del condottiero Fanto Fantini della Gherardesca). Il Fantini non si era mai sposato e non avendo figli ai quali lasciare l'avviata industria per la produzione della seta scelse come suo erede il nobile Carlo Agostini. L'atto di successione stabiliva che l'erede, oltre al patrimonio, assumesse anche il cognome Fantini ed inquartasse nel proprio blasone quello dei Fantini. Nel 1745 gli Agostini assunsero, poi, il titolo ed il cognome dei Venerosi, conti palatini di Strido e Frosini, grazie alle volontà (testamento del 28 aprile 1703) del conte Alamanno Venerosi, il quale istituì un fedecommesso a favore della famiglia Agostini giacché sua sorella Francesca era andata sposa al nobile pisano Andrea Bernardi. Da questo matrimonio nacquero quattro femmine: una morì nubile, due furono religiose ed una, Lucrezia, sposò il cavalier Cosimo Agostini. All'inizio dell'Ottocento nella famiglia confluirono beni e nome dei marchesi e patrizi pisani della Seta Gaetani Bocca poiché i figli del conte Cosimo Baldassarre, cavalier Andrea e Ferdinando, fecero proprio questo antico cognome in quanto con la loro madre, Teresa Scolastica della Seta Gaetani Bocca, si veniva ad estinguere l'illustre stirpe. Al 1869, infine, si registra l'acquisizione del cognome Grassi, patrizi pisani e senesi, estinti negli Agostini poiché Maria Maddalena Grassi, ultima discendente della famiglia, nel 1819 aveva sposato il conte Alamanno.

## Il titolo di conti
Il titolo di conte e nobile patrizio pisano Agostini Fantini Venerosi della Seta è stato riconosciuto il 21 ottobre 1870 dalla Regia Consulta Araldica del Regno d'Italia (1861-1946). Lo stemma ai sensi dell'art.11 del R.D. nr. 5138 dell'11 dicembre 1887 che prevedeva la formazione del Libro d'Oro della Nobiltà Italiana nei quali iscrivere le famiglie in legittimo possesso di antichi titoli nobiliari. Il decreto di ascrizione al patriziato del Granducato di Toscana (1735-1860) risale al 27 maggio 1754 e riporta l'albero genealogico del “pretendente Cav. Cosimo Baldassarre Agostini, Fantini, Venerosi dé Conti di Strido”, elencando i rami discendenti dal patrizio pisano ser Antonius Nannis de messer Agostinis, comandante del Rivellino di Piombino durante l'assedio del re di Napoli (Alfonso d'Aragona) nel 1448:
- Paulus Antonii, Priore della città nel 1503 (ramo primogenito estinto nei senesi Suarez Bichi Agostini);
- Petrus Antonii, castellano di Vico Pisano (ramo da cui discendono gli Agostini Fantini Venerosi della Seta Gaetani Bocca Grassi);
- Marianus Antonii, castellano del Parlascio a Pisa (ramo estintosi nei pisani Rosselmini Gualandi Agostini);
- Jacobus Antonii, Canonico della Primaziale pisana nel 1528.

## Lo stemma

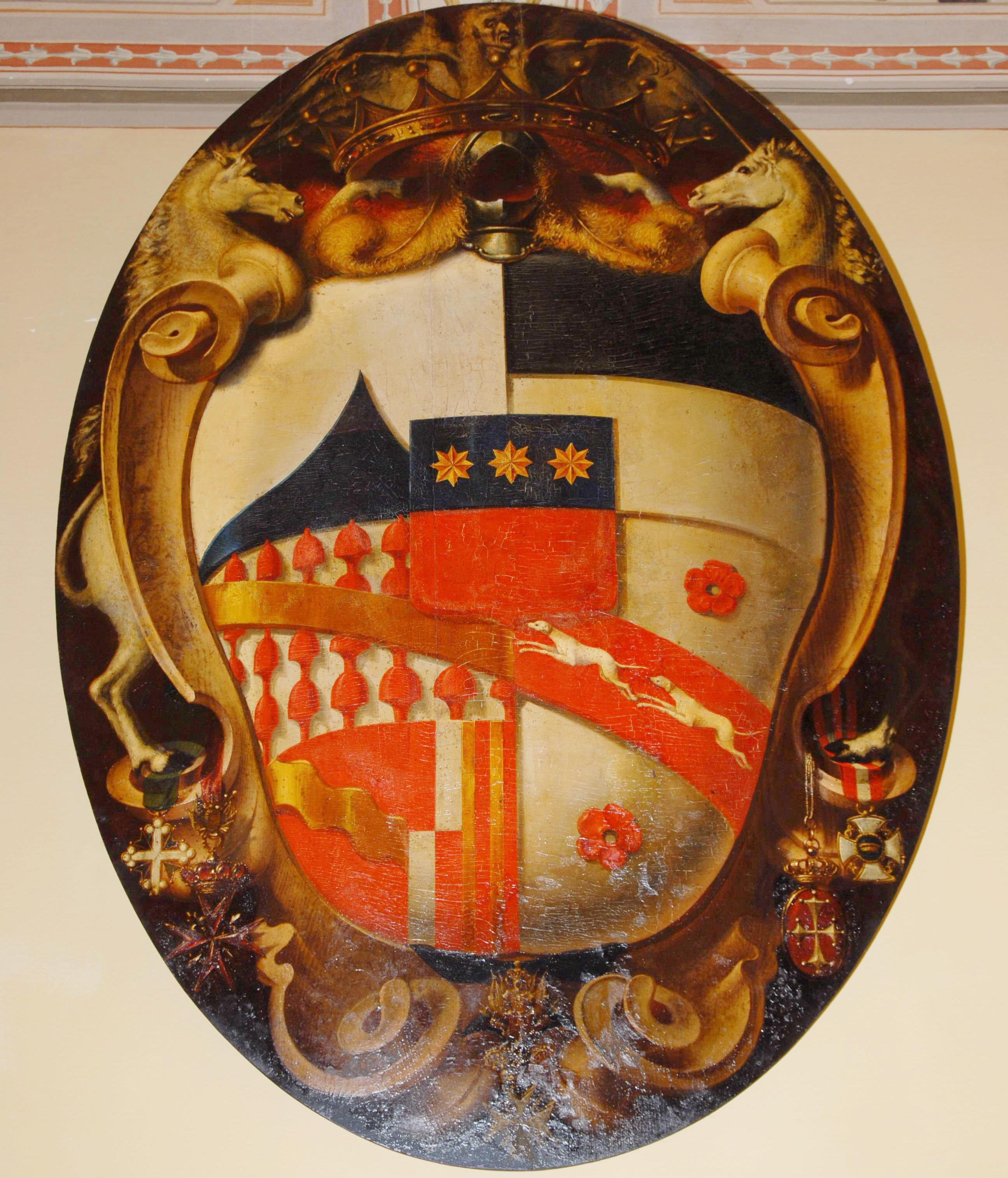
Stemma Agostini Fantini Venerosi della Seta Gaetani Bocca Grassi riconosciuto dalla Consulta araldica nel 1890

Lo scudo dei conti Agostini racchiude, al suo interno, altri sei stemmi riconducibili ad altrettante parentele stabilite nel corso dei secoli. Al centro lo scudo originario degli Agostini, di rosso al capo d'azzurro, caricato di tre stelle di otto raggi d'oro.
In alto: 1º quarto a sinistra l'arma della famiglia Fantini, 2º quarto a destra quella dei Venerosi. In basso: 3º quarto a sinistra le armi della famiglia dei della Seta (in alto) Bocca (sotto a sinistra) Gaetani (sotto a destra), 4º quarto a destra l'arma dei Grassi. Lo scudo è sormontato da elmo e corona comitale, con cimiero di un'arpia d'argento nascente, ornato di cercine e di svolazzi d'oro, d'argento, di rosso, d'azzurro e di nero con sostegni di due liocorni bai, al naturale, armati d'oro, ritti e affrontati.
Il motto è Sic Itur ad astra cioè così si giunge alle stelle, verso dell'Eneide (libro IX, 641).
Il famoso verso dell'Eneide di Virgilio, prospetta una lontananza possibile, raggiungibile, mettendo in campo coraggio e perseveranza; le astra di Virgilio sono la gloria imperitura, astrale appunto. La citazione ripresa poi da Seneca ""Per aspera ad astra'' "per aspera sic itur ad astra"'', è usata spesso anche da Voltaire come un invito ad essere coraggiosi: la via giusta per salire verso Dio è il sapere, il coraggio, la perseveranza ed il valore.

## Albero genealogico della famiglia

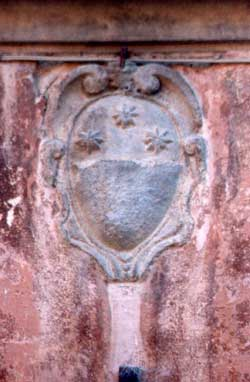
Blasone Agostini del Barbiere a Peccioli

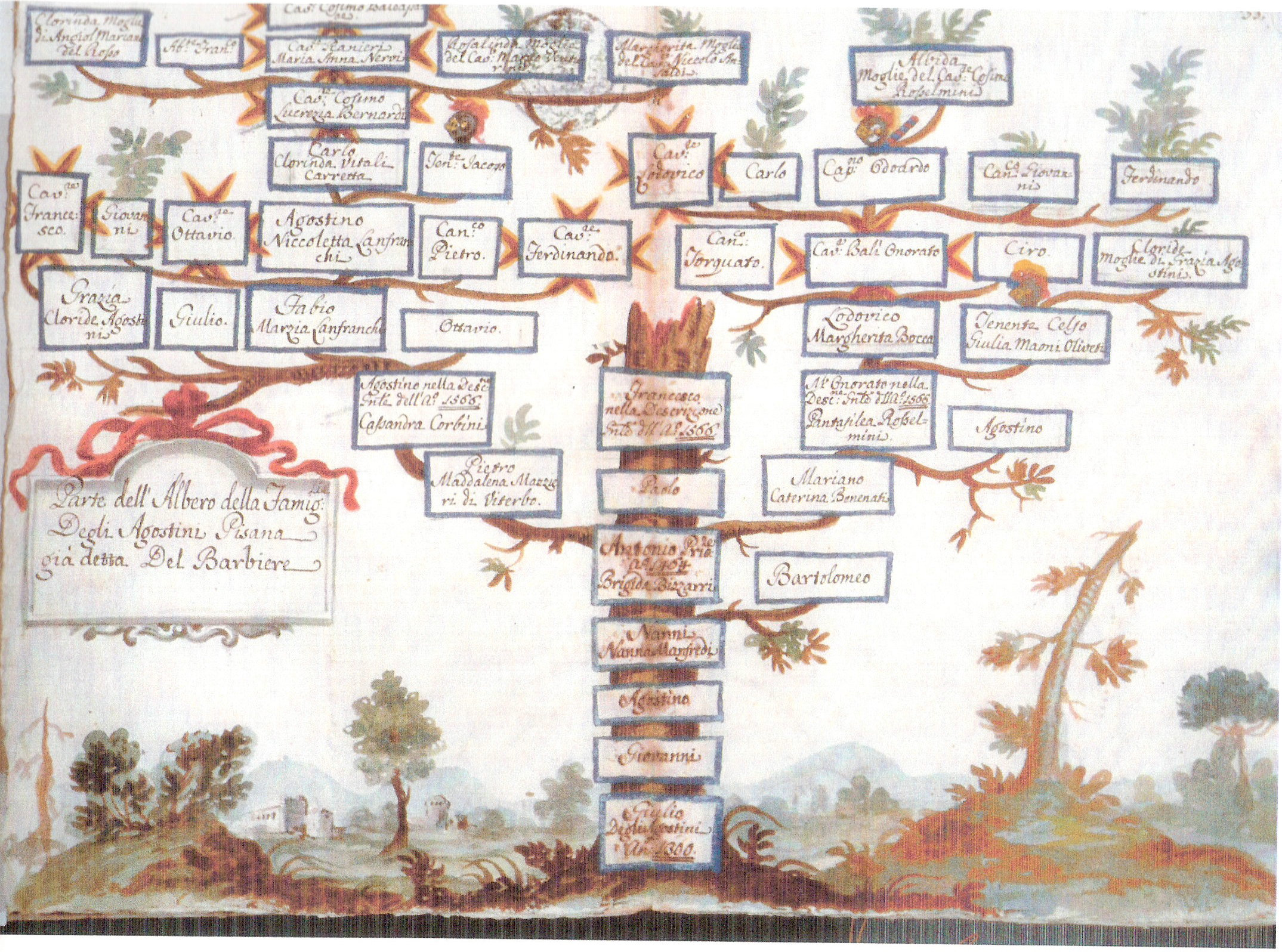
Albero genealogico del 1750

- Agostini (Bacciamei) Bacciameus - Priore della Repubblica Pisana nel 1293, 1296, 1316 e 1336
- Agostini (Bacciamei) Petri - Priore della Repubblica Pisana nel 1322
- Agostini (Bacciamei) Nerius -Priore della Repubblica Pisana nel 1322
- Agostini (Bacciamei) Nninus -Priore della Repubblica Pisana nel 1337
- Agostini (Bacciamei) Ventura - Priore della Repubblica Pisana nel 1351
- Agostini (ser Bacciamei del Barbiere) Iulius - Proprietario di una cava in San Giusto in Cannicci
- Agostini (ser Bacciamei del Barbiere) Ioannes - Priore della Repubblica Pisana abitante in Pisa nel 1369, Parrocchia di S.Simeone al Parlascio
- Agostini (ser Bacciamei del Barbiere) Iacobus - Priore della Repubblica Pisana nel 1374, Parrocchia di S.Andrea Forisportam
- Agostini (D'Agostino del Barbiere) Augustinus - Priore della Repubblica Pisana nel 1386, Parrocchia di S.Simone al Parlascio
- Agostini (del Barbiere) Ioannes - Priore della Repubblica Pisana nel 1450 sp. Manna dei Manfredi
- Agostini Antonio - Priore della Repubblica Pisana nel 1461, 1464 e 1468 sp. Brigida dei Bizzarri di Samminiatello
- Agostini Pietro - Priore della Repubblica Pisana nel 1503 e 1506 - Cav. del S.M.O.M. (Sovrano Militare Ordine di Malta) sp. Bartolomea dei Mazzieri di Trevi
- Agostini Agostino sp. Cassandra dei Corvini di Pisa, Parrocchia di S.Martino alla Pietra
- Agostini Fabio Cav. del S.M.O.M. sp. Marzia dei Lanfranchi del Barbiere
- Agostini Agostino Cav. del S.M.O.S.S. (Ordine di Santo Stefano Papa e Martire) sp. Nicoletta dei Lanfranchi del Barbiere
- Agostini Fantini Carlo - Cav. del S.M.O.S.S. n. 1637 m. 1686 sp. Clorinda dei marchesi Vitali del Carretto
- Agostini Fantini Cosimo sp. Lucrezia Bernardi Venerosi
- Agostini Fantini Venerosi conte Ranieri Andrea

Cav. del S.M.O.S.S. sposa:
A) in prime nozze il 18 giugno 1721 Paola Brandi, di Bernardo, di Pierluigi di Ascanio
n. 10 giugno 1677 - m. 23 febbraio 1731.
B) in seconde nozze 30 (o 31) ottobre 1732 (stile fiorentino) Maria Anna Francesca Nervi, dama dell'Ordine Imperiale della Croce Stellata o della Crociera, (sposata poi in seconde nozze il 17 ottobre 1732 (stile pisano) con il Cav. Flaminio dal Borgo, dal quale ebbe otto figli), n. Pisa 31 marzo 1716
- Agostini Fantini Venerosi - conte Cosimo Baldassarre

Gran Tesoriere del S.M.O.S.S., Gonfaloniere pisano del Granducato di Toscana, Dott. in Utroque Iure, n. 26 novembre 1733 - m. Pisa 6 ottobre 1793
sp. Pisa (Parrocchia di S. Cecilia) 12 gennaio 1755
Maria Teresa Scolastica Ottavia della Seta Gaetani Bocca
n. Pisa 1736 - m. Pisa 31 luglio 1816
- Agostini Fantini Venerosi della Seta conte Andrea Pietro Francesco Gaetano Melchiorre

Priore del S.M.O.S.S., ambasciatore toscano a Parigi, uditore del Principato di Monaco, Dott. in Utroque Iure
n. Pisa 21 ottobre 1755 - m. Pisa 9 dicembre 1820
sp. Pisa (Parrocchia di S. Cecilia) 8 gennaio 1797 Maria Zeffira Anna Ruschi n. 21 ottobre 1772
- Agostini Fantini Venerosi della Seta conte Alamanno Cosimo Giovan Battista Giuseppe

Cav. del S.M.O.S.S., nominato il 11 dicembre 1828 da S.A.I. e R. il Gran Duca di Toscana Gonfaloniere dei Bagni di S. Giuliano per gli anni 1829/1831, cospiratore dei moti del 1831, relegato a Portoferraio; fondatore nel 1834 della Cassa di Risparmio di Pisa
n. Pisa 11 dicembre 1797 - m. Pisa 2 luglio 1844
sp. Itignano, Cappella di Cevoli (Pisa) 10 maggio 1819 Maria Maddalena Grassi n. 7 settembre 1801
- Agostini Fantini Venerosi della Seta conte Andrea Giuseppe Ranieri Giovan Battista

Cav. del S.M.O.S.S. Dott. in Matematica, capitano della Guardia civica, Magistrato del Comune, Patrizio pisano
n. Pisa 21 gennaio 1821 - m. Villa di Corliano, Bagni di San Giuliano (Pisa) 12 novembre 1858
sp. Pisa (Chiesa di S. Sepolcro) 1º novembre 1846 Maddalena dei conti Serristori n. Firenze 5 ottobre 1830 - m. 1875
- Agostini Fantini Venerosi della Seta conte Alfredo Cosimo Luigi Ranieri,

Cav. d'on. e devoz. S.M.O.M., Patrizio pisano, Dott. in Matematica
n. Pisa 23 febbraio 1855 - m. Pisa 24 marzo 1903
sp. 18 ottobre 1882 Teresa Teodora dei conti Marcello, Patrizia veneta n. Mogliano Veneto (Venezia) 5 ottobre 1862 - m. Pisa 6 dicembre 1946
- Agostini Fantini Venerosi della Seta conte Alessandro Alfredo Ranieri,

Cav. d'on e dev. S.M.O.M., Patrizio pisano, Cav. del lavoro, Dott. in Agraria n. Pisa 17 luglio 1884 - m. Villa di Corliano, Bagni di S. Giuliano (Pisa) 28 settembre 1958
sp. Firenze 22 febbraio 1920 Clementina Lorenzini,
n. Palaia (Pisa) 23 febbraio 1902 - m. Villa di Corliano, Bagni di S. Giuliano (Pisa) 28 ottobre 1991
- Agostini Fantini Venerosi della Seta conte Cosimo Baldassare Ranieri,

Patrizio pisano, Dott. in Agraria
n. Firenze 12 gennaio 1921 - m. Pisa, 24 febbraio 2014
sp. a Villa Miglianello di Massarosa (Lucca) 8 giugno 1957 Elena Rodighiero, n. Pontecagnano (Salerno) 26 settembre 1937.

## Rami collaterali

### D'Agostino

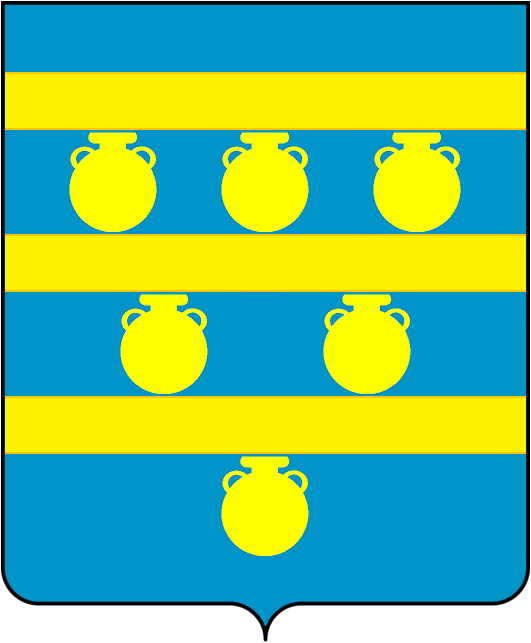
Stemma della Famiglia D'Agostino dal Nobiliario di Sicilia

Famiglia pisana, ramo della originaria famiglia Agostini, che si trasferì in Polizzi Generosa (Palermo) con Francesco, figlio di ser Paulus Antonii Nannis, per passare poi a Messina, Agrigento ed altre città della Sicilia, godendo ovunque nobiltà. Questa famiglia rivestì differenti ruoli politico-militari in Sicilia. Filadelfo Mugnos in concordanza con Agostino Inveges individuano la linea di discendenza derivata da Francesco D'Agostino vissuto nel XVI secolo a Polizzi, barone di Xeureni (oggi Xireni), appartenente alla famiglia pisana degli Agostini 
Arma: d'azzurro, a tre fasce d'oro, accompagnate da sei granate all'antica (fuochi greci) dello stesso, situati 3, 2, 1 da cima a fondo.

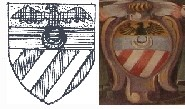
Blasone Agustini

Motto: "Sic Itur ad Astra"

### Agustini
Agustini o Aggustini o Austini. Famiglia pisana, ramo della originaria famiglia, che si trasferì in Siena con Marcello, figlio di ser Paulus Antonii Nannis, dopo la seconda conquista fiorentina di Pisa (1509). Il nome è legato alla rinascita e alla costruzione dei monumenti più importanti di Caldana, borgo del comune di Gavorrano, originariamente nei pressi dei possedimenti della moglie di Cosimo I dei Medici, Eleonora da Toledo.  Gli Agustini furono legati a Cosimo I e alla corte medicea: Marcello, amico di Giorgio Vasari, fu indicato con l'appellativo di "familiare" dei Medici da Cosimo I e nel 1564 ottenne il titolo di marchese e l'investitura feudale di Signore. Sul frontone del castello si riconosce ancora oggi lo stemma degli Agustini, ramo estinto nei Suarez Agostini di Siena
Arma: troncato nel primo d'azzurro al crescente d'oro: nel secondo bandato di rosso e argento al capo d'oro caricato di un'aquila di nero.

## Architetture
Palazzi
- Palazzo Agostini (Pisa) in Lungarno a Pisa
- Palazzo Agostini della Seta in via Santa Cecilia a Pisa
- Palazzo Agostini Grassi in Lungarno a Pisa
- Palazzo Agostini Venerosi in Lungarno a Pisa
- Palazzo Agostini (Firenze) in via maggio a Firenze
- Palazzo Agostini (Firenze) in Piazza S.Croce a Firenze

Ville
- Villa di Corliano ai Bagni di Pisa (San Giuliano Terme)
- Villa di Capannile a Lari
- Castello di Colleoli a Palaia
- Castello di Vecchiano

Chiese
- Chiesa dei Santi Pietro e Paolo a Corliano
- Patronato Chiesa di San Biagio a Caldana
- Patronato Cappella in San Francesco a Pisa
- Patronato Chiesa di San Frediano a Pisa
- Patronato Chiesa di Santa Cecilia a Pisa

Altro
- Ponte di Mezzo a Pisa

## Note

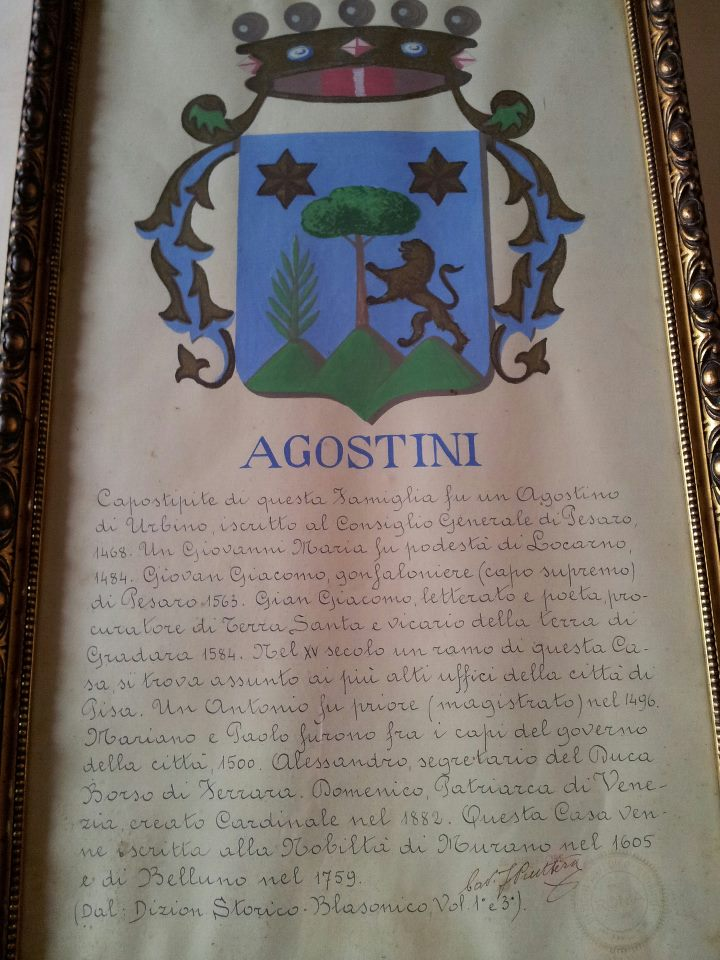
Storia famiglia Agostini di Pesaro

## Bibliografia

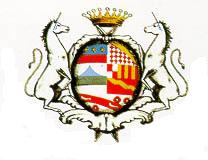
Stemma Agostini - mktg Palazzo di Corliano

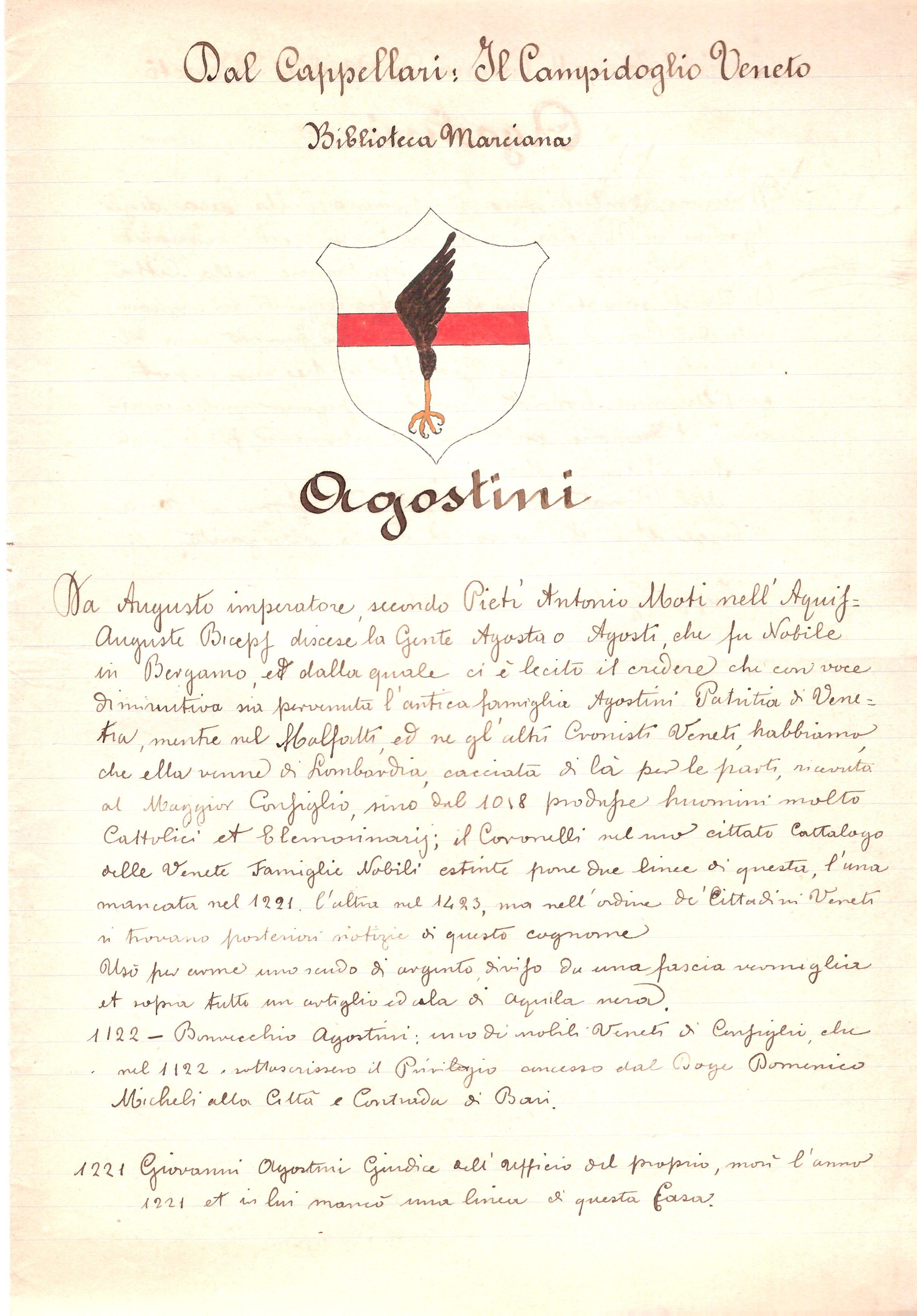
Storia famiglia Agostini di Venezia da Biblioteca nazionale Marciana